# Greatest Hits (album de Kool Moe Dee)
Pour les articles homonymes, voir Greatest Hits.
Albums de Kool Moe Dee
Funke, Funke Wisdom
(1991) Interlude
(1994)
Greatest Hits est une compilation de Kool Moe Dee, sortie le 10 août 1993.

## Liste des titres
| No  | Titre                       | Album original                                | Durée |
| --- | --------------------------- | --------------------------------------------- | ----- |
| 1.  | Wild Wild West              | How Ya Like Me Now                            | 4:45  |
| 2.  | Go See the Doctor           | Kool Moe Dee                                  | 5:30  |
| 3.  | God Made Me Funke           | Single                                        | 4:40  |
| 4.  | I Go to Work                | Knowledge Is King                             | 4:40  |
| 5.  | Whosgotdaflava              | Inédit                                        | 4:25  |
| 6.  | Let's Go                    | Bande originale du film L'Enfant du cauchemar | 5:21  |
| 7.  | Death Blow                  | Funke, Funke Wisdom                           | 6:36  |
| 8.  | Can U Feel It               | Single                                        | 4:40  |
| 9.  | How Ya Like Me Now          | How Ya Like Me Now                            | 5:36  |
| 10. | Do You Know What Time It Is | Kool Moe Dee                                  | 4:15  |
| 11. | They Want Money             | Knowledge Is King                             | 3:52  |
| 12. | Gimme My Props              | Inédit                                        | 4:47  |
| 13. | No Respect                  | How Ya Like Me Now                            | 5:25  |
| 14. | Look at Me Now              | Inédit                                        | 4:11  |